# VMD
VMD(英語：Visual molecular dynamics, 可视化分子动力学)是一套分子建模与可视化软件，主要用来分析分子动力学模拟的实验数据。同时，软件也包含处理长度与提及相关数据的模块，能可视化与分析轨迹，添加任意图形，并能导出成其他软件能利用的格式例如POV-Ray，PRMan，VRML等。用户能运行Tcl和Python脚本进行批量操作，也可通过Tcl/Tk与其他程序进行交互。VMD能在Unix，MacOS，Microsoft Windows等操作系统下运行。对于非商业用途，VMD通过特定分发协议发布，用户注册后可免费使用和修改源码。